# Ugo Gregoretti
Ugo Gregoretti (* 28. September 1930 in Rom; † 5. Juli 2019) war ein italienischer Dokumentarfilmer, Filmregisseur und Drehbuchautor.

## Leben
Gregoretti begann 1953 mit der Arbeit für die RAI, wobei er vor allem politische und soziale Themen aufbereitete und 1960 mit der Rubrik „Controfagotto“ bekannt wurde, in der er Reportagen und Fiktion mischte. Im dokumentarischen Bereich betrat er auch 1968 mit dem unkonformistisch inszenierten Il circolo Pickwick Neuland, worauf bis Mitte der 1990er Jahre zahlreiche Werke mit politischen Themen wie dem Vietnamkrieg, dem römischen Faschismus oder dem Kommunismus, dem er auch privat nahestand, folgten, die auch im Kino zu sehen waren.
Von 1985 bis 1989 war Gregoretti Leiter des Theaters „Stabile di Torino“, wo er vor allem lyrische Werke inszenierte. Gelegentlich unternahm er, vor allem in den 1960er Jahren, Ausflüge zum Spielfilm. Sein bekanntestes Werk dürfte dabei die Satire Herr Doktor, die Leiche lebt sein, zu dem er wie bei seinen anderen Filmen auch das Drehbuch beisteuerte. 1989 entstand nach langer Pause der in der Opernwelt spielende Maggio musicale.
In den 1980er Jahren nahm Gregoretti auch einige Angebote als Schauspieler wahr. 2010 wurde er mit dem Ehrenpreis der italienischen Filmjournalisten ausgezeichnet.

## Filmografie (Auswahl)
- 1963: Herr Doktor, die Leiche lebt (Omicron)
- 1963: I nordici del golfo (Dokumentarfilm)
- 1964: Die Frauen sind an allem schuld (Les plus belles escroqueries du monde) (eine Episode)
- 1969: Apollon – Eine besetzte Fabrik (Apollon una fabbrica occupata) (Dokumentarfilm)
- 1970: Der Vertrag (Contratto)
- 1973: Die Eroberung des Imperiums (La conquistà dell'impero) (Dokumentarfilm)